# کتهه سگهرال
کتهه سگهرال (به انگلیسی: Katha Saghral) یک روستا در پاکستان است که در ناحیه خوشاب واقع شده‌است.